# Landgoed Arcen
Het Landgoed Arcen is een Nederlands natuurgebied bij Arcen dat 494 ha meet. Het ligt ten zuiden en oosten van Arcen en loopt vanaf de Maas tot nabij de Duitse grens. Het landgoed is eigendom van Limburgs Landschap.
Het omvat niet alleen de Kasteeltuinen Arcen en het Kasteel Arcen, maar tevens het natuurontwikkelingsgebied Barbara's Weerd, vernoemd naar het voormalige Sint-Barbaraklooster dat hier heeft gelegen. Het betreft een Maasuiterwaardengebied.
Het landgoed was eigendom van de kasteelheren van Arcen, de laatste was August Deusser welke stierf in 1942. In 1976 verwierf het Limburgs Landschap de eerste gronden van de Stiftung Antonie Deusser, waarna ook het kasteel en de daarbij behorende gebouwen werden gerestaureerd.
Het grootste deel van het landgoed bestaat uit naaldbos op rivierduin. Enkele moeras- en vennengebieden zijn Gelders Vlies, Mussenslenk, Kloosterpoel en Straelens Schuitwater. In het Gelders Vlies bevindt zich een drijftil met bijzondere vegetatie. Een waterloop is de Lommerebroeklossing, waarlangs elzenbroekbos is te vinden. Direct ten oosten van de provinciale weg 271 ligt oud gemengd bos, waarvan sommige bomen 250 jaar oud zijn. Hier leven bosuil, appelvink en zwarte specht, eekhoorn en rosse vleermuis. Verder naar het oosten ligt oud stuifzandgebied. In de laagtes is het vochtiger.
Verder naar het oosten liggen graslanden. Vermeste graslanden werden afgegraven in 2011. Hier treedt kwel op die afkomstig is van het in Duitsland gelegen hoogterras. Schrale graslanden met moeraskartelblad zijn er eveneens te vinden.
De ijskelder van het kasteel is een overwinteringsplaats van watervleermuizen. Tegen de Duitse grens ligt het Straelens Broek met een groot rietveld, waarin kleine karekiet, rietgors en blauwborst broeden.